# Schutzhaft (Königreich Preußen)
Die sogenannte Schutzhaft geht auf die Deutsche Revolution 1848 in Preußen zurück und wurde als Begrifflichkeit erstmals durch Friedrich Wilhelm IV. durch das „Gesetz zum Schutze der persönlichen Freiheit“ vom 12. Februar 1850 im Preußischen Staat eingeführt. Dieses Gesetz basiert auf dem durch die Preußische Nationalversammlung verabschiedeten und vom König angenommenen gleichnamigen Gesetz vom 24. September 1848, in dem der Begriff Schutzhaft noch nicht enthalten war, aber de facto bereits angewendet wurde.

## Bedeutung und Text zum Gesetz von 1850
Durch Schutzhaft wurden die preußischen Behörden ermächtigt, auch Personen zu inhaftieren, die keine Straftaten begangen hatten. Es genügte der Hinweis auf die bedrohte öffentliche Sicherheit und Ordnung. Diese Praxis wurde so begründet, dass das „zum Schutz der persönlichen Freiheit“ der Betroffenen geschehe.
Der in dem Gesetz von 1850 neu aufgenommene § 6 zur Schutzhaft lautet:

„Die im § 3 genannten Behörden, Beamten und Wachmannschaften sind befugt, Personen in polizeiliche Verwahrung zu nehmen, wenn der eigene Schutz dieser Personen oder die Aufrechterhaltung der öffentlichen Sittlichkeit, Sicherheit und Ruhe diese Maaßregel dringend erfordern. Die polizeilich in Verwahrung genommenen Personen müssen jedoch spätestens im Laufe des folgenden Tages in Freiheit gesetzt oder es muß in dieser Zeit das Erforderliche veranlaßt werden, um sie der zuständigen Behörde zu überweisen.“

Die Preußische Nationalversammlung hatte mit dem Gesetz Regeln zur persönlichen Freiheit getroffen, indem festgelegt wurde, dass Verhaftete dem zuständigen Richter unverzüglich vorzuführen waren und die Unverletzlichkeit der Wohnung postuliert wurde.
Nach Verabschiedung des „Preußischen Gesetzes über den Belagerungszustand“ vom 4. Juni 1851 konnte eine derartige Sicherungshaft auch unbefristet sein. Zudem war sie einer richterlichen Kontrolle entzogen. Dieses Gesetz blieb de facto bis zur Weimarer Reichsverfassung 1919 in Kraft.

## Anwendung im Ersten Weltkrieg und in der Weimarer Republik
Das „Preußische Gesetz über den Belagerungszustand“ und die darin geregelte Schutzhaft wurden im Ersten Weltkrieg von Kaiser Wilhelm II. durch umfangreiche Zwangsmaßnahmen deutscher Behörden ohne zivilgerichtliche Überprüfung angewendet – deren Folgen im „Gesetz betr. die Verhaftung und Aufenthaltsbeschränkung auf Grund des Kriegszustandes und des Belagerungszustandes vom 4. Dezember 1916“ nur leicht abgemildert wurden. Ein bekanntes Opfer zwischen 1916 und 1918 war Rosa Luxemburg.
Nach der Novemberrevolution 1918 wurde unter dem SPD-„Volksbeauftragten für Heer und Marine“ und späteren Reichswehrminister Gustav Noske mit dem am 10. Februar 1919 in Kraft getretenen Gesetz über die vorläufige Reichsgewalt § 5, das auf dem „Preußischen Gesetz über den Belagerungszustand“ basiert, die Schutzhaft massenhaft angewandt, meist gegen Kommunisten nach dem Spartakusaufstand.
Auch nach der am 14. August 1919 in Deutschland geltenden Weimarer Reichsverfassung wurde der Begriff Schutzhaft gebraucht; dabei wurden dem Häftling – teilweise auch eingeschränkt – mehr Rechte zugestanden. Der Art. 48 WRV Abs. 2 trat an die Stelle des 68 Jahre alten preußischen Gesetzes. Die „Freiheit der Person“, die unter bestimmten Umständen eine Zeit lang eingeschränkt werden konnte, wurde durch Art. 114 der Weimarer Verfassung geregelt. Schutzhaft bedeutete auch hier eine Inhaftierung ohne Verurteilung oder dringenden Tatverdacht.

## Quelle
- Wortlaut des Gesetzes vom 12. Februar 1850